# Lysøen
Lysøen ist eine Insel in der Gemeinde Bjørnafjorden im Fylke Vestland in Norwegen. Sie ist von dem norwegischen Violinisten und Komponisten Ole Bull in der Zeit von 1872 bis zu seinem Tod im Jahre 1880 umgestaltet worden.

## Villa Lysøen
Die Insel war ursprünglich der Platz eines Bauernhofs aus der Zeit um 1670. Nachdem Ole Bull die Insel 1872 erworben hatte, entwarf er die Villa selbst. Er wurde dabei von dem norwegischen Architekten Conrad Fredrik von der Lippe. beraten. Die große, hölzerne Villa vereinigt einige sehr unterschiedliche Baustile, so zum Beispiel den Schweizer-Chaletstil, die Maurische Stilrichtung und einen Zwiebelturm, wie in der russischen Holzbauweise.
Die 0,71 km² große Insel Lysøen wurde in ein Märchenland umgewandelt mit romantischen Wegen, Teichen und Pavillons. Der einheimische Fichtenwald wurde durch Anpflanzungen von exotischen Büschen und Bäumen ergänzt. Es wurden insgesamt 13 km Wege gebaut. 1903 bauten die amerikanischen Nachfahren Bulls aus seiner zweiten Ehe mit Sara Chapman Thorp einen Aussichtsturm.

## Baudenkmal
Die Enkelin Bulls, Sylvea Bull Curtis, schenkte die Insel 1974 der norwegischen Denkmalschutzvereinigung Fortidsminneforeningen, die die Insel seit 1984 in den Sommermonaten Mai bis August als Museum öffnet. Während des jährlich stattfindenden Internationalen Kulturfests in Bergen finden in der Villa Konzerte statt.

## CD
- Nils Økland, Sigbjorn Apeland: Lysøen. Hommage à Ole Bull. ECM-Records Verlag, Berlin 2011, ECM 2179[1]